# Temporada 1983-1984 de la UE Figueres
La temporada 1983-84, la UE Figueres s'estrenava a Segona Divisió B. L'ascens aconseguit la temporada anterior va elevar a la categoria d'eufòric l'ambient que es va viure entorn la Unió. Tot i ser l'equip d'una senzilla però emblemàtica capital de comarca de poc més de 30.000 habitants, el Figueres va passar a ser l'equip més representatiu de les comarques gironines. Jordi Gonzalvo continuava tenint la confiança d'Emili Bach i la seva Junta Directiva. De cara a la nova temporada, el club va fitxar Majó i Lara per reforçar la plantilla. Les coses van anar bé i des del primer moment es va veure que el Figueres podia lluitar per quelcom més que la simple permanència. A la quarta jornada, l'equip ja era segon a un punt del líder Sanse. Seguien els bons resultats, combinats amb algunes actuacions no gaire afortunades que en diverses ocasions el porter Paco Boix es va encarregar de millorar. Lleida, Logronyès, Sestao, Sabadell, Andorra, Alabés i Nàstic eren els equips més representatius del grup I de Segona B, en el qual jugava la Unió. Nadal va arribar amb l'equip en quarta posició, a només dos punts del líder Logronyès. Al final, però, l'equip va tancar la primera temporada a Segona B amb un excel·lent balanç: quarts i amb bon sabor de boca.

## Fets destacats
1983
- 25 de juliol: el Figueres disputa el primer partit amistós de la temporada, al camp del CF Salt, amb empat a 2 gols.[2]
- 3 de setembre: primera jornada de lliga, al camp del Far, contra l'Avilés Industrial, amb victòria per 3 gols a 1.[3]
- 28 de setembre: El Figueres cau eliminat de la Copa del Rei al camp del Far contra el CE Sabadell CF, a la tornada de la primera ronda.[4]

1984
- 27 de maig: última jornada de lliga, en la qual el Figueres derrota a casa l'Sporting Atlético per 1 gol a 0.[5] L'equip acaba 4t classificat, a només 3 punts de l'ascens.[1]

## Plantilla
| Núm. | Pos. |               | Jugador                                | Procedència                  | Temporada |
| ---- | ---- | ------------- | -------------------------------------- | ---------------------------- | --------- |
|      | POR  | Catalunya     | Francesc Boix Cubiña (Boix)            | CD Banyoles                  | 1978-1979 |
|      | POR  | Catalunya     | Joaquim Garriga Subirana (Garriga)     | juvenil                      |           |
|      | DEF  | Catalunya     | Antoni Brugués Comas (Brugués)         | juvenil                      | 1974-1975 |
|      | DEF  | Catalunya     | Josep Serra Domènech (Serra)           | Girona FC                    | 1979-1980 |
|      | DEF  | Catalunya     | Miquel Juncà Benaset (Juncà)           | AE Roses                     | 1980-1981 |
|      | DEF  | Catalunya     | Emili Giralt Castellà (Giralt)         | CD Banyoles                  | 1980-1981 |
|      | DEF  | Catalunya     | Josep Maria Galán Font (Galán)         | juvenil                      | 1981-1982 |
|      | DEF  | Catalunya     | Emili Honrado Ruiz (Honrado)           | juvenil                      |           |
|      | DEF  | Catalunya     | Joan Carles Portero Cuenda (Portero)   | juvenil                      |           |
|      | DEF  | Catalunya     | Ramón Pujol Mercader (Pujol)           | juvenil                      |           |
|      | DEF  | Catalunya     | Xavier Fabregó Serra (Fabregó)         | UE Olot                      | 1983-1984 |
|      | DEF  | Catalunya     | Lluís Majó Platell (Majó)              | Albacete Balompié            | 1983-1984 |
|      | DEF  | Catalunya     | Joan Font Sala (Font)                  | UE Olot                      | 1983-1984 |
|      | MIG  | Catalunya     | Josep Duran Pagès (Duran)              | Girona FC                    | 1977-1978 |
|      | MIG  | Catalunya     | Sebastià Vila Fortet (Vila)            | Terrassa FC                  | 1979-1980 |
|      | MIG  | Catalunya     | Josep Molet Palau (Molet)              | Girona FC                    | 1980-1981 |
|      | MIG  | Illes Balears | Josep Planas Planas (Planas)           | CE Sabadell FC               | 1982-1983 |
|      | MIG  | Catalunya     | Jordi Comamala Trias (Comamala)        | juvenil                      |           |
|      | MIG  | Astúries      | Manuel Antonio Menéndez López (Guache) | Atlético de Madrid B (cedit) | 1983-1984 |
|      | DAV  | Andalusia     | Antonio Ramos Pacheco (Ramos)          | Terrassa FC                  | 1979-1980 |
|      | DAV  | Catalunya     | Pere Vilarrodà Buxeda (Vilarrodà)      | CD Castelló                  | 1981-1982 |
|      | DAV  | Catalunya     | Bosch (Bosch)                          | ?                            | ?         |
|      | DAV  | Catalunya     | Joaquim Teixidor Puig (Teixidor)       | juvenil                      |           |
|      | DAV  | Catalunya     | Joaquín García Lara (Lara)             | FC Vilafranca                | 1983-1984 |
|      | DAV  | Catalunya     | Juan Luque López (Luque)               | UE Olot                      | 1983-1984 |
|      | DAV  | País Basc     | Ignacio Daučík Ciboch (Daučík)         | Girona FC                    | 1983-1984 |

Llegenda:  ·   Capità  ·   Juvenil  ·   Lesionat  ·   Altes  ·   Passaport europeu  ·   Extracomunitari  ·   Extracomunitari sense restricció
| Baixes                   | Destinació           |
| Antonio Cuevas Escribano | Atlético de Madrid B |
| Lluís Busquets           |                      |
| Peñalva                  |                      |
| Narciso                  |                      |

## Resultats
| Amistosos |

| 25 juliol 1983 | CF Salt                      | 2 – 2   | UE Figueres       | Salt                                |  |
|                | Gispert 63' · Busso 80' (p.) | El Punt | 49' (p.) 85' Coto | Camp de futbol municipal · Romero · |  |

| 1 agost 1983 | CE Maçanet de Cabrenys | 1 – 8   | UE Figueres                                                                              | Maçanet de Cabrenys                      |  |
|              | Baró 12'               | El Punt | 15' (p.) Planas · 18' 60' 66' Vilarrodà · 29' Coto · 39' Comamala · 48' Vila · 79' Ramos | Camp de futbol municipal · Pere Oliver · |  |

| 7 agost 1983 | CE Bescanó | 0 – 7   | UE Figueres                                         | Bescanó                                        |  |
|              |            | El Punt | 18' Vilarrodà · 22' Lara · 31' Vila · Resta · Ramos | Camp de futbol municipal · Antonio Fernández · |  |

| 14 agost 1983 | CF Peralada    | 1 – 12  | UE Figueres                                         | Peralada                   |  |
|               | Juani 60' (p.) | El Punt | Resta · Coto · Vila · Duran · Lara · Planas · Ramos | Camp de futbol municipal · |  |

| 20 agost 1983 | UE Figueres    | 1 – 4           | RCD Espanyol                                                 | Figueres                  |  |
|               | Molet 62' (p.) | Mundo Deportivo | 19' Márquez · 24' Orejuela · 72' (p.) Zúñiga · 80' Forcadell | Camp del Far · Aparicio · |  |

| 25 agost 1983 | UE Figueres                         | 3 – 1           | FC Barcelona B | Figueres                                   |  |
|               | Lara 21' · Vilarrodà 65' · Coto 87' | Mundo Deportivo | 76' Comas      | Camp del Far · Gonzalo Panadero Martínez · |  |

| 28 agost 1983 | AE Vilabertran | 0 – 10  | UE Figueres                                                        | Vilabertran                             |  |
|               |                | El Punt | Coto · Resta · Comamala · Molet · Lara · Ramos · Vilarrodà · Duran | Camp de futbol municipal · Casademont · |  |

| 30 agost 1983 | FC Vilafranca | 1 – 4           | UE Figueres                                                 | Vilafranca del Penedès     |  |
|               | Parrado 34'   | Mundo Deportivo | 24' Portero · 44' Comamala · 85' Teixidor · 87' (p.) Brugué | Camp de futbol municipal · |  |

| Copa del Rei |

| 14 setembre 1983 | CE Sabadell FC | 1 – 0           | UE Figueres | Sabadell                                  |  |
| 1a ronda - Anada | Romera 91'     | Mundo Deportivo |             | Nova Creu Alta · Eusebio Pascual Segura · |  |

| 28 setembre 1983   | UE Figueres | 1 – 1           | CE Sabadell FC | Figueres                                  |  |
| 1a ronda - Tornada | Molet 36'   | Mundo Deportivo | 77' Rández     | Camp del Far · Agustín Estremo Coscolín · |  |

| Segona Divisió B-Grup 1 |

| 3 setembre 1983 | UE Figueres                          | 3 – 1           | Avilés Industrial | Figueres                            |  |
| Jornada 1       | Vilarrodà 33' (p.) 69' · Fabregó 51' | Mundo Deportivo | 15' Jesús         | Camp del Far · José Seguí Marqués · |  |

| 11 setembre 1983 | UE Lleida       | 1 – 0           | UE Figueres | Lleida                                     |  |
| Jornada 2        | Satrústegui 73' | Mundo Deportivo |             | Camp d'Esports · Fernando Tresaco Gracia · |  |

| 18 setembre 1983 | UE Figueres                    | 4 – 1           | SD Huesca | Figueres                                    |  |
| Jornada 3        | Planas 24' 49' · Molet 28' 32' | Mundo Deportivo | 77' Chera | Camp del Far · Jesús Sánchez-Marín Enciso · |  |

| 25 setembre 1983 | Andorra de Teruel | 1 – 2           | UE Figueres            | Terol                                                     |  |
| Jornada 4        | Suárez 7'         | Mundo Deportivo | 19' Ramos · 57' Planas | Estadi Juan Antonio Endeiza · José Joaquín Iraola Pérez · |  |

| 2 octubre 1983 | UE Figueres      | 3 – 0           | SD Compostela | Figueres                                       |  |
| Jornada 5      | Ramos 3' 29' 86' | Mundo Deportivo |               | Camp del Far · José Ignacio Nicolau Martínez · |  |

| 9 octubre 1983 | Racing de Ferrol          | 2 – 2           | UE Figueres              | Ferrol                                              |  |
| Jornada 6      | Martínez 8' · Grandal 78' | Mundo Deportivo | 11' Lara · 73' Vilarrodà | Estadi Manuel Rivera · Rafael Mario Payesa Martín · |  |

| 16 octubre 1983 | Nàstic de Tarragona        | 3 – 0           | UE Figueres | Tarragona                                            |  |
| Jornada 7       | Víctor 35' 58' · Serna 41' | Mundo Deportivo |             | Nou Estadi de Tarragona · Manuel Periset Hernández · |  |

| 23 octubre 1983 | UE Figueres             | 2 – 2           | Real Sociedad B           | Figueres                            |  |
| Jornada 8       | Planas 47' · Guache 72' | Mundo Deportivo | 12' Urbieta · 73' Pardina | Camp del Far · Reyes García Auñón · |  |

| 30 octubre 1983 | Deportivo Alavés      | 2 – 0           | UE Figueres | Vitòria                                          |  |
| Jornada 9       | Juanjo 1' · Juani 36' | Mundo Deportivo |             | Estadi de Mendizorrotza · Segundo Bello Blanco · |  |

| 6 novembre 1983 | UE Figueres                       | 3 – 2           | SD Erandio     | Figueres                             |  |
| Jornada 10      | Molet 29' · Planas 49' · Vila 89' | Mundo Deportivo | 68' 70' Julián | Camp del Far · Juan Peraita Ibáñez · |  |

| 13 novembre 1983 | CD Logroñés | 1 – 0           | UE Figueres | Logronyo                                              |  |
| Jornada 11       | Rus 67'     | Mundo Deportivo |             | Camp Municipal Las Gaunas · Fernando Tresaco Gracia · |  |

| 20 novembre 1983 | UE Figueres               | 2 – 1           | CE Binèfar  | Figueres                               |  |
| Jornada 12       | Vila 14' · Molet 57' (p.) | Mundo Deportivo | 57' Giménez | Camp del Far · José Ángel Paz García · |  |

| 27 novembre 1983 | FC Andorra                                      | 4 – 1           | UE Figueres | Andorra la Vella                                                 |  |
| Jornada 13       | Viches 10' · Del Moral 70' 78' (p.) · Marín 86' | Mundo Deportivo | 87' Ramos   | Camp de Prada de Moles · Víctor Martínez de la Fuente Iturrate · |  |

| 4 desembre 1983 | UE Figueres           | 2 – 1           | CE Sabadell FC | Figueres                                 |  |
| Jornada 14      | Luque 49' · Molet 67' | Mundo Deportivo | 42' Golobart   | Camp del Far · Francisco Arcas Navarro · |  |

| 11 desembre 1983 | CA Osasuna B | 0 – 2           | UE Figueres          | Pamplona                                                      |  |
| Jornada 15       |              | Mundo Deportivo | 80' Molet · 83' Lara | Instalaciones Deportivas de Tajonar · Julián Quiralte Simón · |  |

| 18 desembre 1983 | UE Figueres          | 2 – 1           | Arosa SC | Figueres                            |  |
| Jornada 16       | Molet 43' · Lara 86' | Mundo Deportivo | 7' Sáez  | Camp del Far · José Seguí Marqués · |  |

| 1 gener 1984 | Barakaldo CF                                      | 3 – 1           | UE Figueres | Barakaldo                                |  |
| Jornada 17   | Font 5' (p.p.) · Zamora 12' (p.) · Uribe 88' (p.) | Mundo Deportivo | 22' Ramos   | Lasesarre · José Elías Álvarez Sánchez · |  |

| 8 gener 1984 | UE Figueres | 0 – 0           | Sestao SC | Figueres                                 |  |
| Jornada 18   |             | Mundo Deportivo |           | Camp del Far · Fernando Tresaco Gracia · |  |

| 15 gener 1984 | Sporting Atlético                 | 4 – 1           | UE Figueres | Gijón                                                       |  |
| Jornada 19    | Luismi 9' 64' 68' · Marcelino 52' | Mundo Deportivo | 75' Duran   | Escuela de fútbol de Mareo · Severo Javier González Lecue · |  |

| 22 gener 1984 | Avilés Industrial                | 3 – 1           | UE Figueres | Avilés                                                         |  |
| Jornada 20    | Tati 30' · Ángel 37' · Calvo 77' | Mundo Deportivo | 60' Serra   | Estadio Román Suárez Puerta · José Antonio Delgado Santacruz · |  |

| 29 gener 1984 | UE Figueres | 1 – 1           | UE Lleida   | Figueres                                   |  |
| Jornada 21    | Lara 15'    | Mundo Deportivo | 67' Morales | Camp del Far · Martín José Ferrer Andión · |  |

| 5 febrer 1984 | SD Huesca                     | 2 – 3           | UE Figueres                         | Osca                                     |  |
| Jornada 22    | Esteban 45' · Ramon Calvo 59' | Mundo Deportivo | 43' (p.) Luque · 47' 85' (p.) Duran | Estadi El Alcoraz · José Seguí Marqués · |  |

| 12 febrer 1984 | UE Figueres | 1 – 0           | Andorra de Teruel | Figueres                                   |  |
| Jornada 23     | Ramos 82'   | Mundo Deportivo |                   | Camp del Far · José Joaquín Iraola Pérez · |  |

| 19 febrer 1984 | SD Compostela               | 2 – 0           | UE Figueres | Santiago de Compostel·la                                         |  |
| Jornada 24     | Moure 28' · Sancayetano 52' | Mundo Deportivo |             | Estadio Municipal de Santa Isabel · José Elías Álvarez Sánchez · |  |

| 26 febrer 1984 | UE Figueres                     | 3 – 0           | Racing de Ferrol | Figueres                                               |  |
| Jornada 25     | Luque 28' (p.) 77' · Planas 65' | Mundo Deportivo |                  | Camp del Far · Víctor Martínez de la Fuente Iturrate · |  |

| 4 març 1984 | UE Figueres | 1 – 0           | Nàstic de Tarragona | Figueres                                 |  |
| Jornada 26  | Duran 54'   | Mundo Deportivo |                     | Camp del Far · Rafael Moreda Alejandre · |  |

| 11 març 1984 | Real Sociedad B | 0 – 1           | UE Figueres | Sant Sebastià                                          |  |
| Jornada 27   |                 | Mundo Deportivo | 56' Molet   | Camp de futbol de Larzabal · Francisco Arcas Navarro · |  |

| 18 març 1984 | UE Figueres | 1 – 1           | Deportivo Alavés | Figueres                             |  |
| Jornada 28   | Luque 84'   | Mundo Deportivo | 27' Idígoras     | Camp del Far · Juan Peraita Ibáñez · |  |

| 25 març 1984 | SD Erandio       | 1 – 2           | UE Figueres         | Erandio                                      |  |
| Jornada 29   | Sabin Bilbao 52' | Mundo Deportivo | 1' Lara · 61' Luque | Nuevo Ategorri · Fernando Julio Sáez Dahan · |  |

| 1 abril 1984 | UE Figueres              | 2 – 1           | CD Logroñés         | Figueres                                    |  |
| Jornada 30   | Lara 13' · Vilarrodà 49' | Mundo Deportivo | 57' (p.) Echeverría | Camp del Far · José Antonio García Prieto · |  |

| 8 abril 1984 | CE Binèfar | 1 – 1           | UE Figueres   | Binèfar                              |  |
| Jornada 31   | Yus 47'    | Mundo Deportivo | 39' Vilarrodà | Los Olmos · Manuel Reynaldo Guerra · |  |

| 15 abril 1984 | UE Figueres | 1 – 1           | FC Andorra         | Figueres                                    |  |
| Jornada 32    | Ramos 82'   | Mundo Deportivo | 39' (p.) Del Moral | Camp del Far · Francisco Morales Manrique · |  |

| 22 abril 1984 | CE Sabadell FC | 1 – 0           | UE Figueres | Sabadell                                  |  |
| Jornada 33    | Manolo 22'     | Mundo Deportivo |             | Nova Creu Alta · Rudesindo Lage Sánchez · |  |

| 29 abril 1984 | UE Figueres | 1 – 0           | CA Osasuna B | Figueres                                 |  |
| Jornada 34    | Luque 69'   | Mundo Deportivo |              | Camp del Far · Francisco Jáñez Barrios · |  |

| 6 maig 1984 | Arosa SC | 0 – 2           | UE Figueres   | Vilagarcía de Arousa                  |  |
| Jornada 35  |          | Mundo Deportivo | 50' 96' Ramos | A Lomba · Fernando Julio Sáez Dahan · |  |

| 13 maig 1984 | UE Figueres                           | 3 – 2           | Barakaldo CF               | Figueres                                 |  |
| Jornada 36   | Duran 10' · Vilarrodà 43' · Ramos 46' | Mundo Deportivo | 50' Zamora · 69' Eguiguren | Camp del Far · Fernando Tresaco Gracia · |  |

| 20 maig 1984 | Sestao SC   | 1 – 1           | UE Figueres | Sestao                              |  |
| Jornada 37   | Isidoro 85' | Mundo Deportivo | 74' Lara    | Las Llanas · Segundo Bello Blanco · |  |

| 27 maig 1984 | UE Figueres | 1 – 0           | Sporting Atlético | Figueres                                       |  |
| Jornada 38   | Ramos 23'   | Mundo Deportivo |                   | Camp del Far · José Ignacio Nicolau Martínez · |  |

## Classificació
| Pos. | Equip               | J  | G  | E  | P  | GF | GC | DG  | pts. |
| --- | ------------------- | -- | -- | -- | -- | -- | -- | --- | ---- |
| 1r | CE Sabadell FC      | 38 | 19 | 13 | 6  | 73 | 31 | +42 | 51   |
| 2n | CD Logroñés         | 38 | 21 | 9  | 8  | 68 | 26 | +40 | 51   |
| 3r | Deportivo Alavés    | 38 | 21 | 8  | 9  | 65 | 35 | +30 | 50   |
| 4t | UE Figueres         | 38 | 20 | 8  | 10 | 56 | 47 | +9  | 48   |
| 5è | Nàstic de Tarragona | 38 | 19 | 9  | 10 | 57 | 38 | +19 | 47   |
| 6è | Sestao SC           | 38 | 18 | 10 | 10 | 57 | 36 | +17 | 46   |
| 7è | CE Binèfar          | 38 | 17 | 8  | 13 | 50 | 40 | +10 | 42   |
| 8è | UE Lleida           | 38 | 16 | 10 | 12 | 53 | 39 | +14 | 42   |
| 9è | Real Sociedad B     | 38 | 15 | 11 | 12 | 43 | 38 | +5  | 41   |
| 10è | FC Andorra          | 38 | 14 | 13 | 11 | 52 | 44 | +8  | 41   |
| 11è | CA Osasuna B        | 38 | 15 | 8  | 15 | 39 | 44 | -5  | 38   |
| 12è | Andorra de Teruel   | 38 | 14 | 9  | 15 | 47 | 50 | -3  | 37   |
| 13è | Sporting Atlético   | 38 | 16 | 5  | 17 | 50 | 47 | +3  | 37   |
| 14è | SD Compostela       | 38 | 11 | 11 | 16 | 41 | 55 | -14 | 33   |
| 15è | Arosa SC            | 38 | 11 | 8  | 19 | 39 | 64 | -25 | 30   |
| 16è | Avilés Industrial   | 38 | 11 | 7  | 20 | 50 | 68 | -18 | 29   |
| 17è | SD Erandio          | 38 | 10 | 9  | 19 | 42 | 65 | -23 | 29   |
| 18è | Barakaldo CF        | 38 | 11 | 6  | 21 | 46 | 75 | -29 | 28   |
| 19è | SD Huesca           | 38 | 9  | 6  | 23 | 33 | 68 | -35 | 24   |
| 20è | Racing de Ferrol    | 38 | 3  | 10 | 25 | 25 | 76 | -51 | 16   |
| En verd, els equips que ascendiren a Segona Divisió A, i en vermell, els que descendiren a Tercera Divisió. |                     |    |    |    |    |    |    |     |      |

## Estadístiques individuals
| Jugador                              | P. | T. | S. | M.   | G. | TG | TV |
| ------------------------------------ | -- | -- | -- | ---- | -- | -- | -- |
| Francesc Boix Cubiña                 | 38 | 38 | 0  | 3420 | 0  | 2  | 0  |
| Lluís Majó Platell                   | 34 | 33 | 1  | 2899 | 0  | 5  | 0  |
| Joan Font Sala                       | 28 | 28 | 0  | 2520 | 3  | 0  | 0  |
| Josep Serra Domènech                 | 28 | 25 | 3  | 2129 | 1  | 4  | 1  |
| Xavier Fabregó Serra                 | 25 | 25 | 0  | 2235 | 1  | 6  | 0  |
| Josep Molet Palau                    | 35 | 34 | 1  | 3014 | 8  | 6  | 0  |
| José Planas                          | 36 | 29 | 7  | 2646 | 6  | 2  | 0  |
| Josep Duran Pagès                    | 30 | 26 | 4  | 2403 | 5  | 8  | 0  |
| Joaquín García Lara                  | 36 | 35 | 1  | 3097 | 7  | 0  | 0  |
| Pere Vilarrodà Buxeda                | 30 | 24 | 6  | 2072 | 6  | 1  | 0  |
| Manuel Antonio Menéndez López Guache | 28 | 23 | 5  | 1918 | 1  | 5  | 0  |
| Joaquim Garriga Subirana             | 0  | 0  | 0  | 0    | 0  | 0  | 0  |
| Miquel Juncà Benaset                 | 18 | 12 | 6  | 1237 | 0  | 1  | 0  |
| Emili Giralt Castellà                | 14 | 14 | 0  | 1194 | 0  | 4  | 0  |
| Josep Maria Galán Font               | 5  | 4  | 1  | 426  | 0  | 1  | 0  |
| Emili Honrado Ruiz                   | 3  | 1  | 2  | 82   | 0  | 0  | 0  |
| Joan Carles Portero Cuenda           | 3  | 1  | 2  | 69   | 0  | 0  | 0  |
| Ramón Pujol Mercader                 | 2  | 1  | 1  | 134  | 0  | 0  | 0  |
| Sebastià Vila Fortet                 | 29 | 19 | 10 | 1749 | 2  | 2  | 0  |
| Jordi Comamala Trias                 | 4  | 0  | 4  | 168  | 0  | 0  | 0  |
| Antoni Brugué Comas                  | 3  | 2  | 1  | 146  | 0  | 0  | 0  |
| Antonio Ramos Pacheco                | 36 | 19 | 7  | 1788 | 12 | 5  | 0  |
| Juan Luque López                     | 24 | 21 | 3  | 1772 | 7  | 2  | 0  |
| Ignacio Daučík Ciboch                | 6  | 1  | 5  | 230  | 0  | 0  | 0  |
| Bosch                                | 3  | 2  | 1  | 136  | 0  | 0  | 0  |
| Joaquim Teixidor Puig                | 2  | 1  | 1  | 91   | 0  | 0  | 0  |